# Cotoletta alla valdostana
La cotoletta alla valdostana (in francese, Côtelette (panée) à la valdôtaine, côte de veau à la valdôtaine o escalope à la valdôtaine) è un secondo piatto tipico della Valle d'Aosta.

## Preparazione
Per questa preparazione, a differenza che ad esempio per il Cordon bleu, si utilizza carne bovina, preferibilmente di vitello.  Si ricava con un taglio orizzontale una tasca in ognuna delle fette di carne, quindi queste vengono assottigliate leggermente con un batticarne. Negli incavi così ottenuti si inserisce una fetta di prosciutto e una di fontina. Vanno poi schiacciati con le dita i lembi delle fettine, in modo da sigillare il contenuto delle tasche. Le fette si passano poi nella farina, nelle uova sbattute e nel pangrattato. Infine vengono fritte nel burro, 4-5 minuti per lato, salate e servite ben calde. 

## Abbinamenti
La cotoletta alla valdostana può essere accompagnata da un'insalata verde o dalle patate al forno. Può essere abbinata con vini rossi del territorio valdostano come il fumin o il torrette..